# ميتسوبيشي أي كي
ميتسوبيشي أي كي هي سيارة من إنتاج شركة ميتسوبيشي موتورز.

## معرض صور

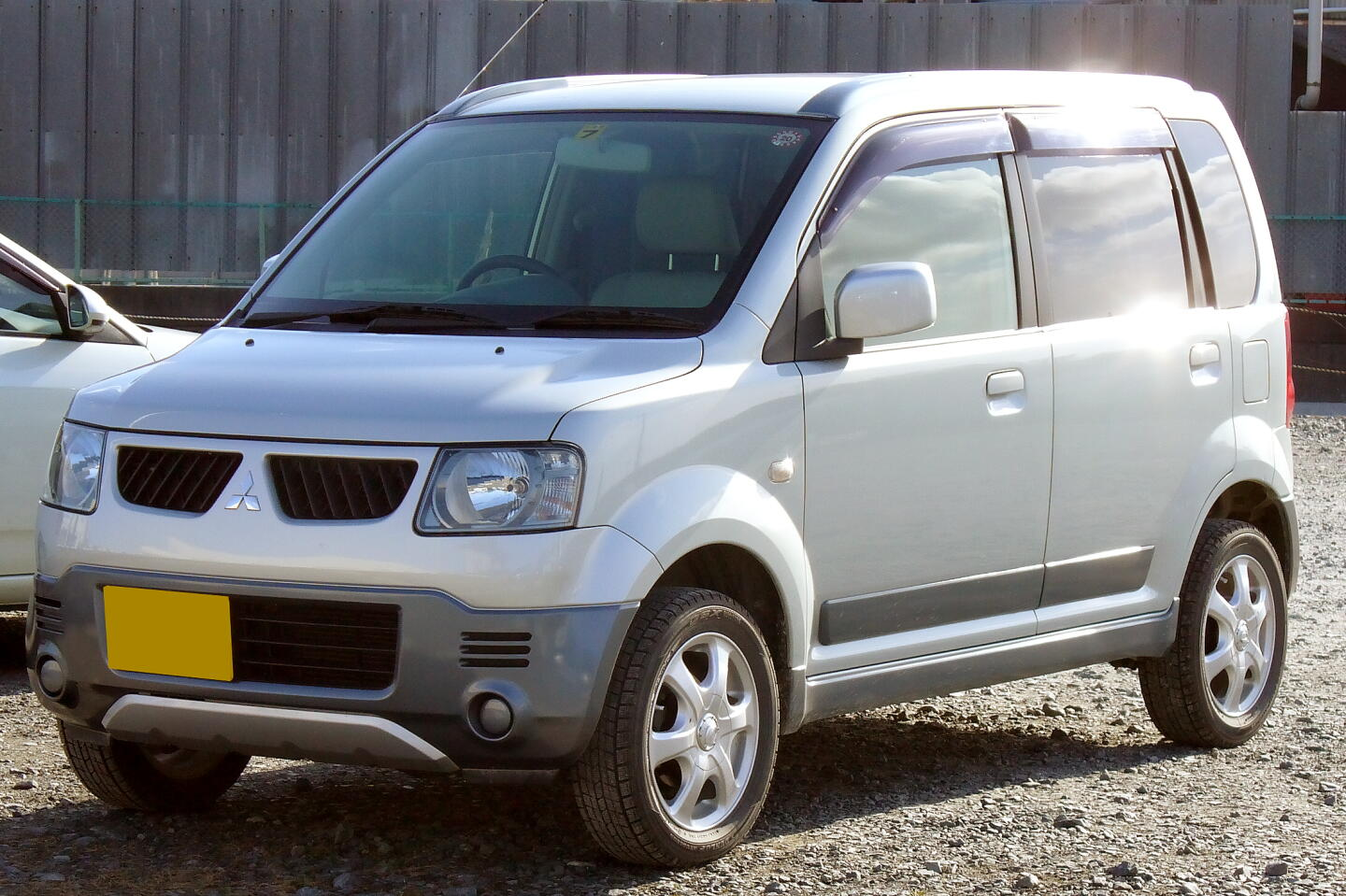
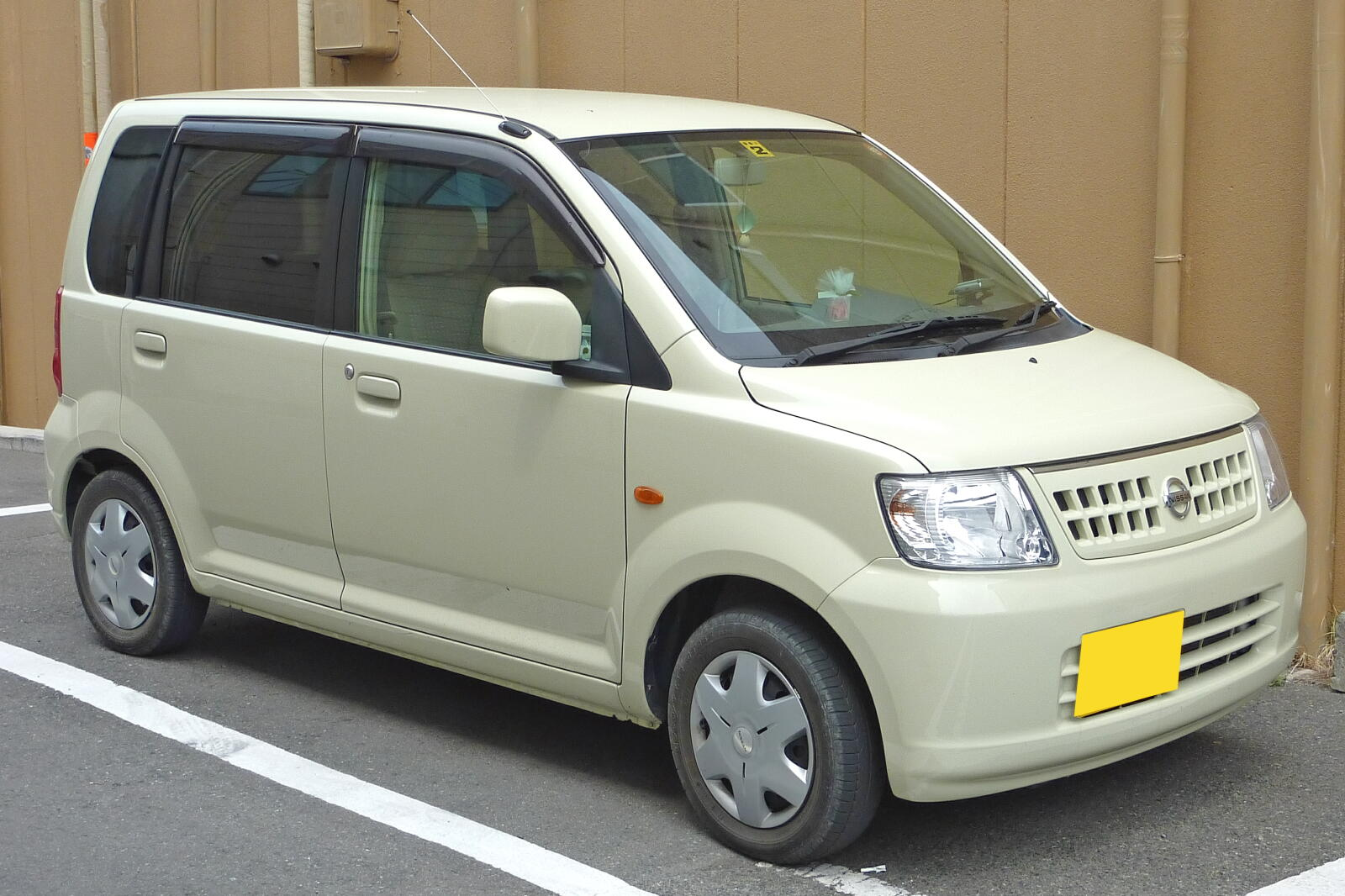
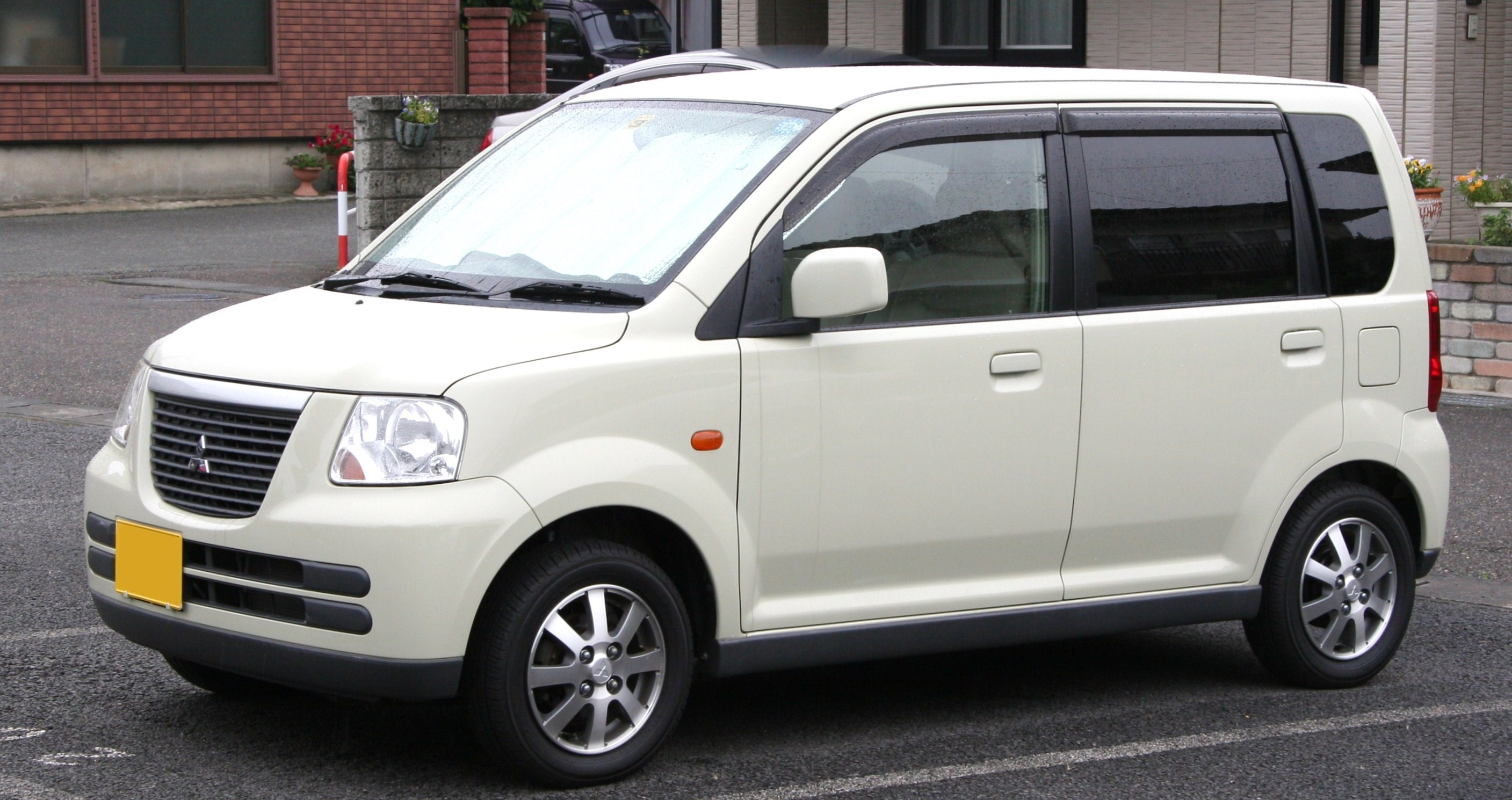
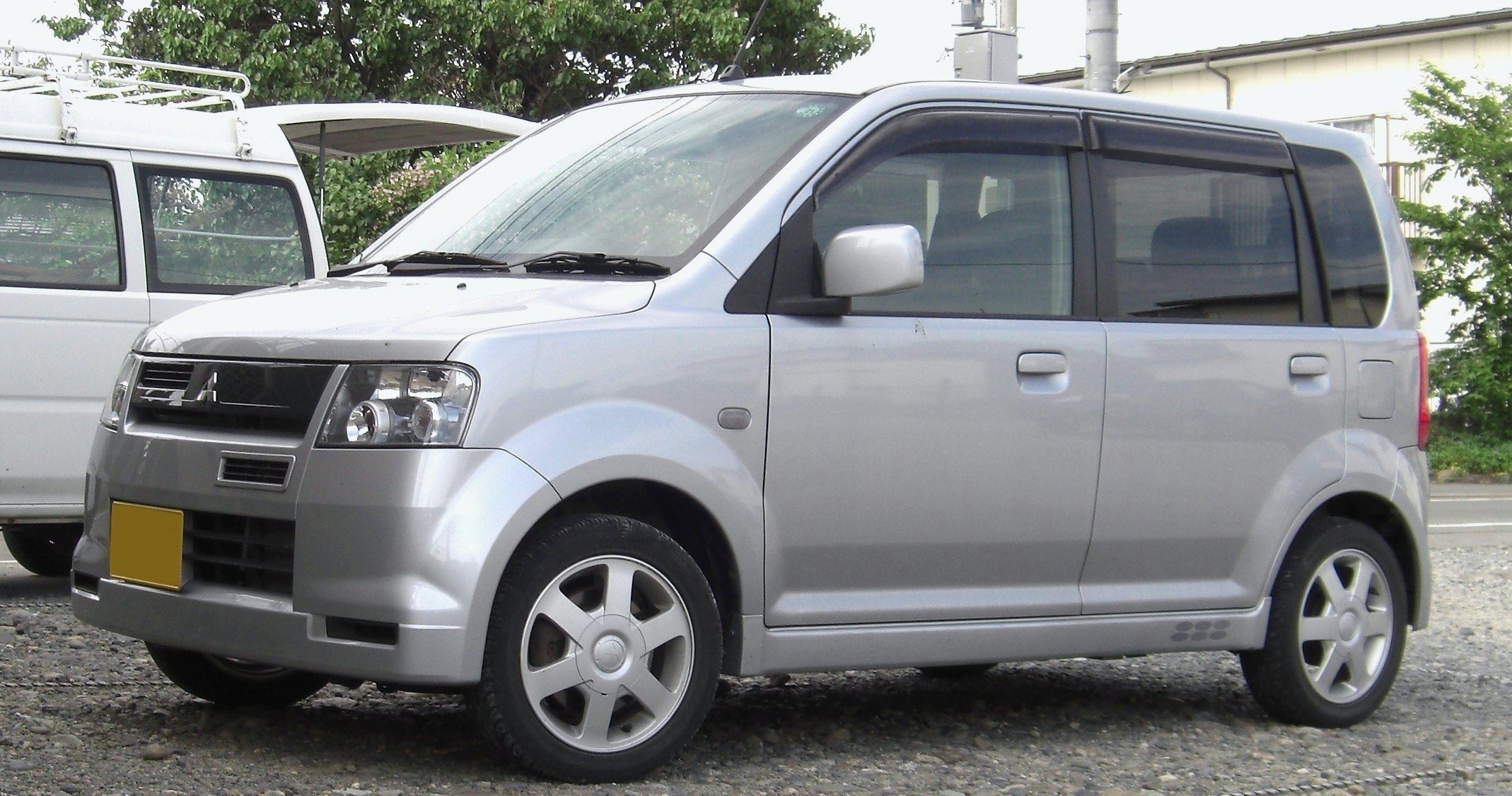
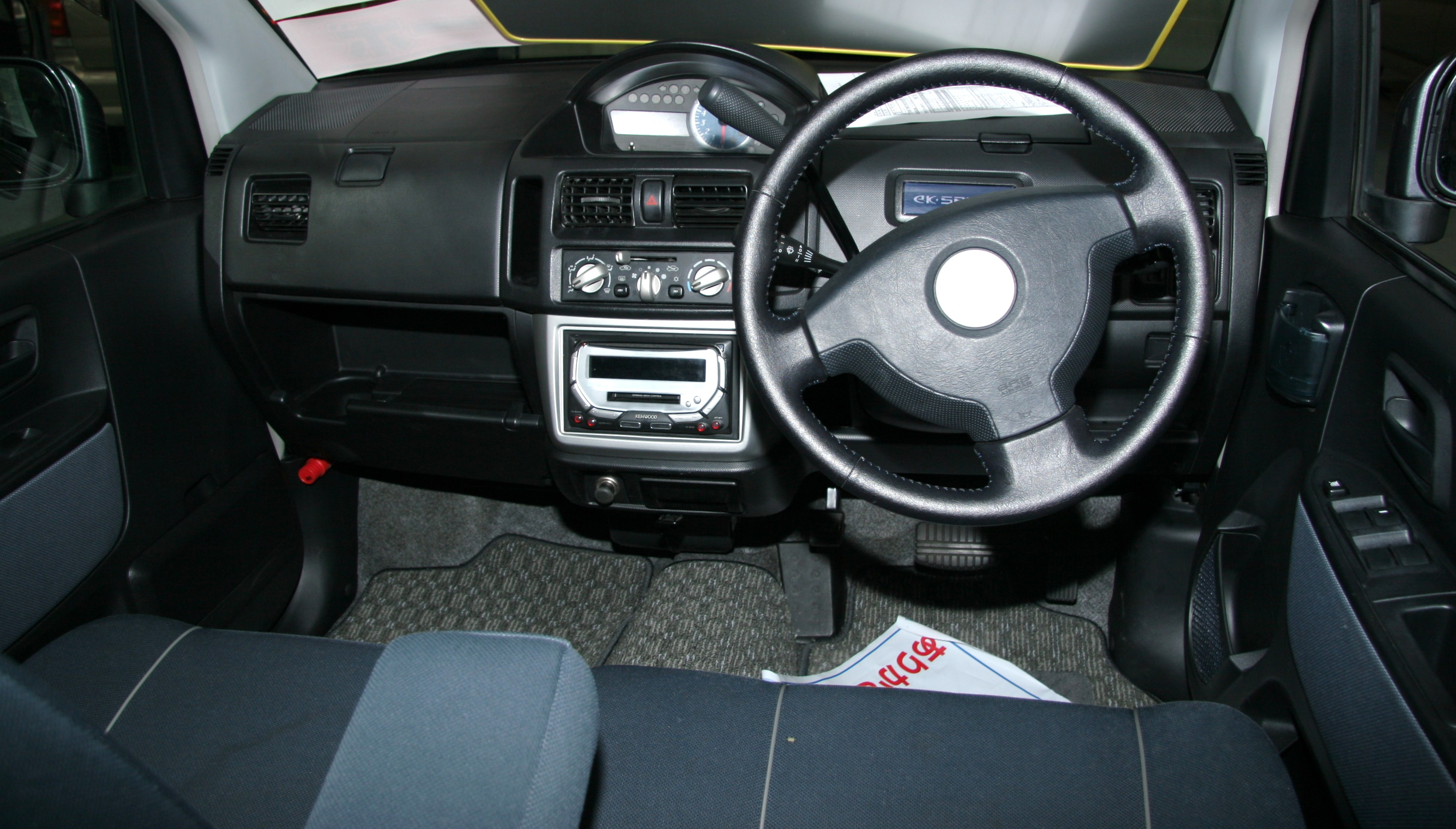
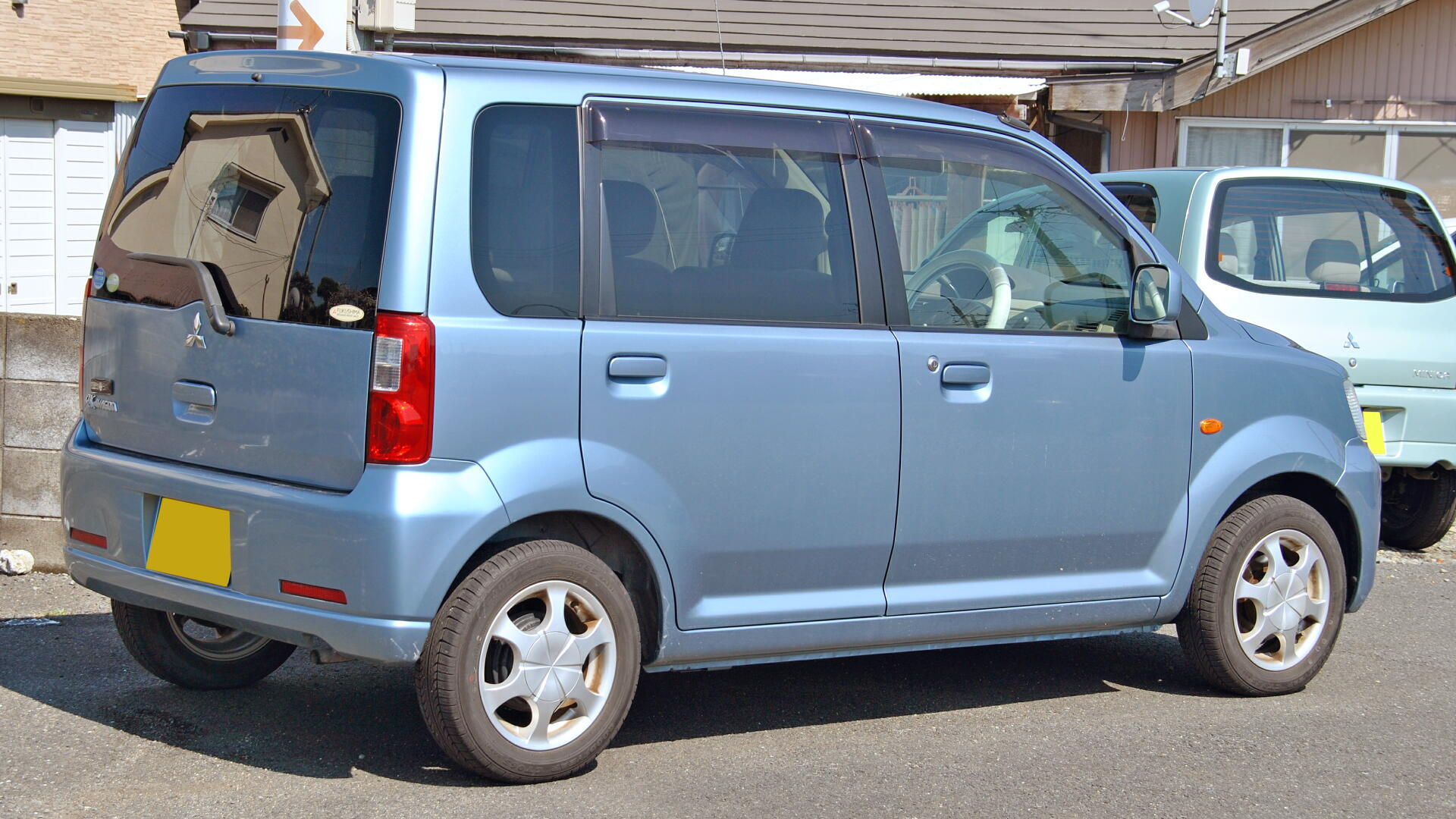

## وصلة خارجية
- Mitsubishi eK series, Mitsubishi Motors website